# والتر كارينغتون
والتر كارينغتون (بالإنجليزية: Walter Carrington)‏ هو دبلوماسي أمريكي، ولد في 1930.